# Мариница (Тверская область)
Мариница — деревня в Пеновском районе Тверской области.

## География
Находится в западной части Тверской области на расстоянии приблизительно 18 км на запад-юго-запад по прямой от районного центра поселка Пено на берегу озера Мариница.

## История
Деревня была показана на карте 1825 года. В 1859 году здесь было учтено 3 двора, в 1939 — 17. До 2020 года входила в Охватское сельское поселение Пеновского района до их упразднения.

## Население
Численность населения: 30 человек (1859 год), 8 (русские 100 %) в 2002 году, 9 в 2010.